# Canon EOS R5 Mark II
Canon EOS R5
Le Canon EOS R5 Mark II est un appareil photographique hybride destiné aux professionnels, fabriqué par le constructeur japonais Canon. Il est sorti le 20 août 2024.
Ses caractéristiques principales sont un capteur plein format 24 × 36 mm de 45 millions de pixels, un mode rafale jusqu'à 30 images par seconde, une prise de vues en vidéo pouvant atteindre une résolution de 8K sur 12 bits et une stabilisation d'image intégrée à l'appareil.